# Società Ginnastica Amsicora (hockey su prato femminile)
La sezione hockey su prato femminile della Società Ginnastica Amsicora milita attualmente nella Serie A1 di Hockey su Prato femminile.
Come la sezione maschile anch'essa è una delle società più titolate del panorama italiano.

## Palmarès

### Competizioni nazionali
- Scudetto: 10

1981-82, 1984-85, 1985-86, 1986-87, 2014-15, 2015-16, 2018-19, 2019-20, 2023-24, 2024-25
- Coppa Italia: 2

2010-11, 2018-19
- Supercoppa italiana: 1

2023-24
- Scudetto indoor: 3

1981-82, 1989-90, 2024-25

### Competizioni giovanili
- Campionato italiano Under-14: 4

1988-89, 1989-90, 1991-92, 2005-06
- Campionato italiano Under-12: 1

2023-24